# Libice nad Doubravou
Libice nad Doubravou är en köping i Tjeckien.   Den ligger i regionen Vysočina, i den centrala delen av landet, 100 km öster om huvudstaden Prag. Libice nad Doubravou ligger 424 meter över havet och antalet invånare är 854.
Terrängen runt Libice nad Doubravou är huvudsakligen lite kuperad. Libice nad Doubravou ligger nere i en dal. Runt Libice nad Doubravou är det ganska glesbefolkat, med 43 invånare per kvadratkilometer. Närmaste större samhälle är Chotěboř, 3,6 km sydväst om Libice nad Doubravou. Trakten runt Libice nad Doubravou består till största delen av jordbruksmark.